# Certified Management Accountant
 (janvier 2012).
Si vous disposez d'ouvrages ou d'articles de référence ou si vous connaissez des sites web de qualité traitant du thème abordé ici, merci de compléter l'article en donnant les références utiles à sa vérifiabilité et en les liant à la section « Notes et références ».
 (septembre 2016).
Améliorez-le ou discutez des points à vérifier. 
Pour les articles homonymes, voir CMA.

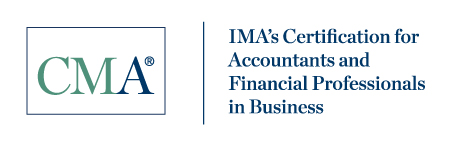
CMA-Full-Color RGB logo

Certified Management Accountant ou CMA (traduisible par Comptable en management accrédité) est un titre professionnel témoignant de l’acquisition d’un ensemble de compétences en matière de comptabilité de gestion. Il est régi par divers organismes à travers le monde.
Les professionnels de la comptabilité de management se différencient à plusieurs égards des titulaires du titre de CA (comptable agréé, equivalent d'expert-comptable) ou de CPA (Chartered Public Accountant, equivalent d'auditeur externe certifié). L’établissement des coûts de revient et la comptabilité de gestion constituent les principales responsabilités des CMA, alors que les CA/CPA ont essentiellement pour tâches de rendre compte des résultats financiers à l’intention de divers utilisateurs externes, qu’il s’agisse des autorités fiscales, des organismes de règlementation des marchés financiers et des investisseurs.
Le titre de CMA est reconnu en Australie, au Canada et aux États-Unis, ainsi que dans de nombreux autres pays développés. Les CMAs sont accrédités par des organismes tels l’Institute of Certified Management Accountants (en) (Australie), CMA Canada (Canada) ou l’Institute of Management Accountants (USA) une fois qu’ils ont réussi les examens nécessaires et qu’ils se sont conformés aux exigences d’accès à la profession en matière de formation universitaire et de stage.
Pour obtenir le titre de CMA au Canada, en Australie ou aux États-Unis, les diplômés en sciences comptables doivent avoir acquis la maîtrise des compétences suivantes :
- Analyse de valeur et de rentabilité (facteurs économiques, contrôle interne, méthodes quantitatives, analyse d’états financiers)

- Comptabilité et information de gestion (budget, gestion des coûts, mesure de la performance, information financière)

- Gestion stratégique (planification stratégique, finance d’entreprise, analyse décisionnelle, analyse d’investissements)

- Autres notions : gestion des organisations, comportement organisationnel et éthique